# Ernst Fleischl von Marxow
Ernst von Fleischl-Marxow, ou Ernst Fleischl von Marxow, né le 5 août 1846 à Vienne et mort le 22 octobre 1891 dans la même ville, est un physiologiste et médecin juif autrichien qui a fait d'importantes expériences et découvertes dans le domaine de l'activité électrique des nerfs et du cerveau. Il a également inventé des appareils destinés à la médecine et à l'investigation biologique.

## Biographie
Marxow fait ses études de médecine à l'université de Vienne. Il est assistant de laboratoire d'Ernst Wilhelm von Brücke, puis du pathologiste Carl Freiherr von Rokitansky. Marxow se blesse en disséquant un corps et doit être amputé d'un pouce, ce qui met fin à son activité dans le champ de la pathologie. Il revient travailler au laboratoire d'Ernst von Brücke, pendant un an, aux côtés de Carl Ludwig, à l'université de Leipzig, où il obtient son diplôme de médecine en 1874.
Dans la première partie de sa carrière de neurophysiologiste, Marxow se consacra à des recherches dans l'électrophysiologie des nerfs et des muscles, suivant celles d'Emil du Bois-Reymond (1818–1896), qui avait alors découvert le potentiel d'actions des axones. Marxow inventa plusieurs appareils de mesure, dont le reonome, un genre de rhéostat utilisé pour contrôler l'intensité du stimulus électrique. Il adapta également l'électromètre capillaire de Gabriel Lippmann.
Il devient morphinomane à la suite de son opération au pouce. Sigmund Freud, avec qui il est lié et qui fait des expérimentations avec la cocaïne, lui en recommande l'usage en espérant le guérir de son addiction. Cependant, Fleischl devient dépendant à la cocaïne, puis reprend la consommation de morphine, et meurt prématurément, à l'âge de 45 ans.